# Luka Žagar
Luka Žagar (Ljubljana, 25. lipnja 1978.) slovenski je profesionalni hokejaš na ledu. Igra na poziciji lijevog krila.

## Karijera

### Olimpija Ljubljana (1995. – 1999., 2001. – 2004.)
Žagar karijeru započinje 1995. godine u ljubljanskoj Olimpiji. Prve službene nastupe za klub ostvaruje tek u sezoni 2001./02. nakon povratka iz Slavije.

### Slavija (1999. – 2001., 2006. – 2007.)
U sezoni 1999./00. prelazi u Slaviju, ali tek u sezoni 2000./01. ostvaruje prve prvoligaške minute u Interligi i Slohokej ligi. Nakon dugo godina za Slaviju upisuje nekoliko nastupa u doigravanju Slohokej lige u sezoni 2006./07.

### Acroni Jesenice (2004. – 2008.)
U sezoni 2004./05. odlučuje se za prelazak u Acroni Jesenice te tamo ostaje četiri sezone. Prve nastupe u EBEL-u ostvario je u sezoni 2006./07.

### KHL Medveščak
U sezoni 2008./09. potpisuje za KHL Medveščak i postaje neizostavan dio momčadi. U sezoni 2009./10. ostvario je 14 nastupa u EBEL-u, a potom se ozbiljnije ozlijedio (koljeno), te klub na njega više nije mogao računati.

## Statistika karijere
Bilješka: OU = odigrane utakmice, G = gol, A = asistencija, Bod = bodovi, +/- = plus/minus, KM = kaznene minute, GV = gol s igračem više, GM = gol s igračem manje, GO = gol odluke
| 2009./10. | KHL Medveščak | EBEL | 14 | 0 | 2 | 2 | -2 | 8 | 0 | 0 | 0 |  |  |  |  |  |  |  |  |  |

## Vanjske poveznice
- Profil na Eurohockey.net